# John McCormack
John Francis Count McCormack (Athlone, Irlanda, 14 de juny de 1884 – Booterstown, Dublín, 16 de setembre de 1945) fou un tenor líric irlandès.
Estudià a Milà, des de 1905 a 1907, amb Vincenzo Sabbatini, perfeccionant els coneixements ja adquirits en el seu país. El 15 d'octubre de 1907 debutà amb gran èxit en el Covent Garden, de Londres, cantant Cavalleria Rusticana. Des de llavors restà consagrat com un dels millors tenors lírics anglesos del seu temps. També es va distingir com a intèrpret d'oratoris.
La majoria dels seus triomfs els aconseguí als Estats Units, la qual nacionalitat adquirí el 1917, havent actuat freqüentment en el Manhattan Opera House, de Nova York, i en els teatres d'òpera de Boston, Chicago i altres importants ciutats de Nord-amèrica. A partir de 1913 es dedicà especialment al gènere de concerts.
Malalt amb emfisema, es va comprar una casa a prop del mar, "Glena", Booterstown, Dublín. Després d'una sèrie de malalties infeccioses, com la grip i la pneumònia, McCormack va morir al setembre de 1945. Està enterrat al cementiri de Deansgrange.